# فرحات آریجان
فرحات آریجان (ترکی استانبولی: Ferhat Arıcan؛ زادهٔ ۲۸ ژوئیهٔ ۱۹۹۳) ژیمناست هنری اهل ترکیه است.